# 博因頓 (喬治亞州)
博因頓（英語：Boynton）是位於美國喬治亞州卡圖薩縣的一個非建制地區。該地的面積和人口皆未知。

## 地理
博因頓的座標為34°55′24″N 85°11′27″W / 34.92333°N 85.19083°W，而該地的平均海拔高度為236米（即774英尺）。